# Magnolia delavayi
Magnolia delavayi Franch. è una pianta della famiglia delle Magnoliacee, nativa del sud della Cina.
L'epiteto specifico è un omaggio al botanico francese Pierre Jean Marie Delavay, missionario in Cina.

## Descrizione
È un piccolo albero sempreverde, alto 8–15 m, con corteccia di colore bruno-giallastro.
Le foglie sono oblungo-ovate, lunghe 10–20 cm e larghe 5–10 cm, con un picciolo di 5–7 cm.
I fiori sono molto odorosi, a forma di coppa, grandi 15–25 cm; fiorisce da luglio ad agosto.

## Distribuzione e habitat
È nativo della Cina meridionale, diffuso in Guizhou, Sichuan e Yunnan ad altitudini comprese tra 1.500 e 2.800 m.